# Louvilliers-en-Drouais
Louvilliers-en-Drouais é uma comuna francesa na região administrativa do Centro, no departamento Eure-et-Loir. Estende-se por uma área de 4,16 km². Em 2010 a comuna tinha 201 habitantes (densidade: 48,3 hab./km²).